# Peter Koelewijn
Peter Cornelis Koelewijn (Eindhoven, 1940. december 29. –) holland énekes, a holland nyelvű rock and roll atyja.

## Élete

### Gyerekkora
Peter Cornelis Koelewijn néven született, egy halárus ötödik gyermekeként. 1953-ban kezdett dalokat írni, miután megkapta első gitárját, eleinte cowboy-dalokat komponált. Gyermekkorában hatással volt rá Guy Mitchell, Frankie Laine, Rosemary Clooney, Johnny Ray, Hollandiából pedig a Chico´s and a Kilima Hawaiins. A rock and rollt akkor szerette, amikor először meghallotta Little Richard Long Tally Sally c. számát. Elvis Presley, Buddy Holly, Bill Haley, Jerry Lee Lewis, Ritchie Valens és Chuck Berry felvételei egyre jobban erősítették elhatározását. Ezeket a lemezeket akkoriban még nem adták ki Hollandiában, a rádióadók is még a sátán zenéjeként aposztrofálták a rock and rollt. A Németországban állomásozó amerikai katonák, akik minden hétvégén átkeltek a határon Eindhovenbe, hozták magukkal az új lemezeket amiket a helyi zenegépeken hallgattak meg. Peter tizenévesként több órát töltött el ezeknek felvételeknek, valamint szombat reggelenként az American Forces Network nevű rádióadó aktuális slágerlistájának végighallgatásával.
Iskolásként alakította első együttesét, melynek tagjai Harry van Hoof (zongora), Charles Jansen (gitár) és Peter van der Voort (dob) voltak. Később Claus Buchholz (szaxofon) is csatlakozott a bandához, melynek nevét – The Rockets – is ő adta. Az első pár év során a városban megrendezett iskolai bulikon zenéltek. Érettségi után Arnold Bagen lett a szaxofonosuk, Peter Koelewijn pedig újságírótanoncként került az Eindhovens Dagbladhoz, két év elteltével sikeresen meg is szerezte a képesítést.

### 1959
1959-ben a Peter en zijn Rockets (sokszor használták angol névváltozatukat a Peter and his Rockets-t is) egyik rajongója, Toon Wagemans megszervezte, hogy az együttes a heemstedei Bovema kiadónál meghallgatáson részt vehessen. Ekkorra már megírta Kom Van Dat Dak Af (Gyere le arról a tetőről) című első nagy slágerét is. Eindhovenbe tartva a vonaton elpróbálták ezt a számot is, ami később a holland nemzeti rock and roll himnusszá vált. Azon a decemberi napon három dalt rögzítettek a stúdióban. Ezeknek néhány hónappal később megjelenése részben Co de Kloetnek, a “Tijd voor teenagers” című rádióműsor producerének is köszönhető, aki miután a Kom Van Dat Dak Af-ot meghallgatta, a Bovema (EMI) dolgozóinak tudomására hozta, hogy nagy hibát követnek el azzal, ha nem adják ki. A dal megjelenése után De Kloet megbízta Dick Duster DJ-t, hogy legalább háromszor játssza le műsorában. Ezzel kezdetét vette Peter karrierje.

### 1960-as évek
A zenekar a Phonogram (Philips) céghez szerződött, ekkoriban keletkeztek a következő slágereik: Janus, Marijke, Speel die dans, Laat me los és a 24 000 kussen (utóbbi a 24 000 baci című Adriano Celentano szám feldolgozása). Nagy hatással volt a zenekarra a The Beatles és a The Rolling Stones is. Peter van der Voort, Harry van Hoof és Claus Buchholz helyére Jeroen Ophoff és Hans Sanders kerültek. Az 1960-as évek közepén a Phonogram felkérte Petert, hogy vállalja el a produceri feladatkört is. Különböző előadók ekkoriban napvilágot látott zeneszámainak írta a szövegét, majd 1970-ig dolgozott a Radio Luxemburgnál DJ-ként.

### 1970-es évek
1970-ben újra összeállt a Rockets, új hangszereléssel felvették a Kom van dat dak af című dalt, ami ez évben megint slágerlistás lett, majd új szerzemények jelentek meg: Mij oh mij, Angeline, m´n blonde sex-machine, Robbie és a Veronica sorry, ezekkel egyidejűleg továbbra írt más előadóknak is dalokat. 1978-ban saját céget alapított Born Free néven, itt elsőként saját albumát, a Het beste in mij is niet goed genoeg voor jou-t jelentette meg, mely a Kl 204 (als ik god was) és a Je wordt ouder papa című nagy sikerű számokat is tartalmazta. Ezért az albumért Edison díjat kapott. Ez idő tájt alapította meg Peter Koelewijn a Babe nevezetű lánycsapatot is, akiknek hamarosan számos slágerlistás dalt komponált. Az egyik legnépszerűbb holland karácsonyi dalt, az Een heel gelukkig kerstfeest-et is ekkoriban készítette el, nem sokkal később pedig Ludo Voetennel közösen megalapította a Rocket Management nevű booking ügynökséget (a részvényeit 1995-ben eladta Ludonak).

### 1980-as évek
1981-ben szereplési felkérést kapott a Count-down live című show-műsorban. Új dalát, a Klap maar in je handen-t is előadta, a műsor felvételét pedig megjelentette Peter Live címmel, a lemez egy időre a listák élére került. Ezt követően turnéra indult a Rockets-szel, majd számos új dalt vettek fel: De tijger is los, Zo lang de motor loopt, Ik ben geen jo jo, Een hete zomer. 1987-ben Marga Bult számára írta a Rechtop in de Wind c. számot, mellyel a Babe énekesnője Marcha név alatt ötödik helyezést ért el az Eurovíziós Dalfesztiválon. 1989-ben Miker G-vel és DJ Svennel közösen elkészítették a Kom van dat dak af rap verzióját is.

### 1990-es évek
1995-ben Rob Peters felkérte hogy készítsék el a Smokie Living Next Door To Alice c. számának feldolgozását. Az ötlet onnan jött, hogy a Gompie nevű nijmegeni kávézóban elég gyakran játszotta le ezt a dalt Otto Pelser lemezlovas, és mikor a refrénhez érve levette a hangerőt, a kávézóban ülők pedig egy emberként kiabálták hogy "Alice, who the fuck is Alice?" (Ki a fene az az Aliz?). Rob Peters egyik látogatásának alkalmával tanúja volt a jelenetnek és úgy gondolta, hogy ebből slágert lehet készíteni. A felvétel el is készült, előadóként pedig Gompie-t jelölték meg. A szám 17. helyezést ért el az angol toplistán, a hollandoknál pedig első lett.
Később Peter a belga Helmut Lotti producereként is tevékenykedett.

### 2000-es évek
2002-ben a Rockets újra koncertezett, 2005 őszén pedig közös DVD-t készítettek. 2009 novemberében Peter Koelewijn új lemezt jelentett meg Een gelukkig man címmel, amelyen 25 év után új dalokkal is jelentkezett.

## Lemezei

### Nagylemezek, CD-k
- Speel die dans (1967, Decca DQL 662501)
- Beste van Peter en zijn Rockets (1972, Philips 6640050)
- De beste van Peter en zijn Rockets (deel 2) (1976, Philips 6440952)
- Zing je moers taal (1976, Philips 6810943)
- Het beste in mij is niet goed genoeg voor jou (1977, Philips 6413100)
- De allerbeste van Peter Koelewijn (1980, Philips 6440822)
- Peter Live (2LP, 1981, Philips 6601022)
- Het beste in mij is niet goed genoeg voor jou (1983, Philips 812232-1)
- Tutti Frutti (1983, Philips 812561-1)
- Diep water (1984, RCA PL-70588)
- Het beste van Peter Koelewijn (1986, K-Tel KTLP 233-1)
- Koelewijn behoeft geen krans (1990, DINO DNCD 1254)
- Peter Live (CD) (1992, Philips 512209-2)
- Het allerbeste van Peter Koelewijn (Dupla CD) (1992, Arcade 01725062)
- Who the X is Gompie! (Gompie néven) (1995, RPC Entertainment 95542)
- Het beste van Peter Koelewijn (Heropnamen) (1995, Standard/Azza TP 3793-239216)
- Kom van dat dak af (1998, POLYMEDIA 558654-2)
- Het beste van Peter Koelewijn (1998, Mercury 5580532)
- Het beste van Peter Koelewijn (1999, Universal 546167-2)
- Het beste in mij is niet goed genoeg voor jou (2000, Rotation 542816)
- Marijke (46 all time favourites) (Dupla CD) (2001, Huntermusic HM 1312-2)
- HitStory (2002, Universal 064697-2)
- “Hollands Glorie” (2003, CNR 22 209132)
- SINGLES A’S & RARITIES (2004, Universal HM 1539-2)
- Het beste van Peter Koelewijn (2004, Universal België 9816014)
- Peter Koelewijn & zijn Rockets, Live in concert (2005, Sony/BMG DPVD 4028)
- Mijn mooiste liedjes (2007, Universal 1726552)
- Een gelukkig man (2009, CWM 090001)

### Kislemezek
- Kom van dat dak af / De hele stad is gek en dol (1960, Imperial HI 1025)
- Kom van dat dak af / De hele stad is gek en dol (1960, Columbia 45 DSA 367)
- Laat me los / Ga Peter Ga (1960, Decca FM 264326)
- Veertig rovers / Janus (1960,	Decca FM 264309)
- Marijke / Jenny (1960, Decca FM 264308)
- Doe maar net alsof / Kom op rockin´! (1960, Decca FM 264350)
- Veertig rovers / Marijke / Janus / Jenny (EP, 1960, Decca V 63077)
- Laat me los / Ga Peter ga / Doe maar net alsof / Kom op rockin´ ! (EP, 1960, Decca V 63088)
- 24.000 kussen / Dat ben ik (1961, Decca FM 264384)
- Ma (hij wil zo graag een zoen) / Ik ben zo verlegen (1961, Philips PF 318500)
- Drink er een van mij / Jip Jip (1962, Decca FM 264417)
- Hasta la vista / Flirt (1962,	Decca FM 266418)
- Yeah man twist / The Kangaroo (1962, Decca FM 264437)
- Drink er een van mij / Jip Jip / Hasta la vista / Flirt (1962, Decca V 63111)
- Doe caramba de bossa nova / Speel die dans (1963, Decca FM264504)
- Zweer bij de knop van de deur / Jij kost mij teveel money (1963, Decca AT 10032)
- Geloof maar dat ik ren / Bel de juiste man (1964, Decca AT 10036)
- Ren naar hem / Denk eens in (1964, Decca AT 10089)
- Speel die dans / Doe maar net alsof (1965, Decca AT 10140)
- In deze nacht / Alleen voor Mieke (1965, Decca AT 10178)
- Kleine vlinder / De laatste dans (1966, Rara 1011)
- As tears go by / I laugh at you (1966, Fontana YF 278121)
- It´s my day today / I laugh at you (1966, Decca AT 10197)
- Down and out / So there (1967, Fontana YF 110799)
- Take me or break me / Oh the way she held me tight (1967, Philips JF 333648)
- Take me or break me / Oh the way she held me tight (1967, MPS B 007)
- Kom van dat dak af / De hele stad is gek en dol (1968, EMI 006-26707)
- Ome Sjakie (het hele zakie loopt in z´n nakie) / Wat heeft ze haar op d´r tanden (1968, Polydor S 1295)
- Wat gaan ze hard op de schaatsen / Ome Sjakie (1968, Polydor S 1305)
- Maar dan kom ikke / Dat was nooit gebeurd bij een goeie pot bier (1970, Polydor 2050009)
- Where is our love / For lovers only (1970, RCA Victor 74-15145)
- Kom van dat dak af / Marijke (1971, Philips 6845050)
- Speel die dans / Doe maar net alsof (1971, Philips 6817001)
- Spring op en neer / Sneeuwwitje (1971, Fontana 6013800)
- Spring op en neer / Sneeuwwitje (1971, Cannon 3015)
- Kom van dat dak af / Rock and Roll groupie / Conny (1971, Philips 607509)
- Ich hab´ne Macke / Conny (1972, Columbia 5C 006-29978)
- Mij oh mij / De hele stad is gek en dol (1972, Philips 6012200)
- My oh my / Rock ´n roll groupie (1972, EMI-Electrola IC 006-80410)
- De Wolf / Koekie met dat lichtblauwe vest (1972, Philips 6012236)
- Lonnie / Dieper dan een pijl kan gaan (1972, Philips 6012258)
- Hela / Connie (1972, Muziekkrant Oor 6802092)
- Angeline (m´n blonde sexmachine) / Allemaal omhoog, allemaal omlaag (1973, Philips 6012355)
- Angeline (ma blonde sexmachine) / Tout le monde en haut, tout le monde en bas (1973, Philips 6012374)
- Angelina (Du blonde Sexmaschine) / Alle Hände hoch (1973, Polydor 2040113)
- Robbie / Prima Donna (1974, Philips 6012444)
- Robbie / Prima Donna (francia nyelven, 1974, Philips 6012455)
- Veronica Sorry / Millie (1974, Philips 6012456)
- Rocco (don´t go) / (Like a) Locomotion (1975,	Philips 6012546)
- Een heel gelukkig kerstfeest / Prettige kerst en een goed begin (1975, Philips 6012570)
- De jukebox / De jukebox (1977, Philips 6208022)
- Je wordt ouder papa / Dieper dan een pijl kan gaan (1977, Philips 6012740)
- KL 204 (Als ik God was) / Zie je (1978, Philips 6012764)
- Hotel Faro (de eenzame drinker) / Het beste in mij is niet goed genoeg voor jou (1978, Philips 6012834)
- Bonnie / Brigitte (Miss Sex-appeal) (1979, Philips 6012935)
- Bonnie / Meine Disco Roller Braut (1980, Philips 6017035)
- Klap maar in je handen (live) / De Wolf (1981, Philips 6017185)
- Kom van dat dak af (live) / De hele stad is gek en dol (live) (1981, Philips 6017215)
- Mij oh mij (live) / Brigitte (Miss Sex-appeal) (1981,	Philips 6017244)
- Zolang de motor loopt / De jackpot (1982, Philips 6017322)
- De tijger is los / Bonnie (1983, Philips 810498-7)
- Ik ben geen jo-jo / Prima Donna (1983, Philips 812196-7)
- Een hete zomer / Teddy was een rocker (1983, Philips 814056-7)
- Ik weet dat ik je nu al mis / Nimmer een klimmer (1983, Philips 814705-7)
- Speel die dans / Marijke (1983, Big Lift GGS 1004)
- De sprong in het duister / Klop ´t af (1984, RCA 27)
- De hond mist je / Het gaat nooit over (1984, RCA PB-40129)
- Als het anker het houdt, wint het schip van de storm / Schat ik hou alleen van jou (1984, RCA PB-64018)
- De loop van een geweer / Ik blijf jou steeds maar zien (1986, RCA PB-41135)
- Parlez-vous Francais ? / Pappa heeft nog wilde haren (1986, CNR 142228)
- Happy X-mas / Gelukkig kerstfeest (1988, CNR 142330-7)
- Speel die dans / Angeline (m’n blonde sexmachine) (1988, Philips 6817064)
- Kom van dat dak af / Get down the roof, kid (1989, CNR 145500-3)
- Get down the roof, kid / The Roof (1989, WEA 246792)
- KL 204 (Als ik God was) / Je wordt ouder papa (1990, Dino Music DNS 2017)
- Olé olé voor EVV / Olé olé voor EVV (1991, HvH 920707)
- Papa´s slapen liever ´s nachts / De loop van een geweer (1992, Arcade 0174501)
- Hallelujah Holland / Hallelujah Holland (instrument.) (1992, Dino music DNCS 20665)
- Ja daar is Romario / Hallelujah Holland (1993, Indisc DICD 8477)
- You´ll never walk alone / Hallelujah Holland (1994, Mercury 858893)
- Alice (who the X is Alice) / Alice (instrument.) / My brother is a rocker / Slaves on the run (1995, RPS 95022)
- Alice, who the X is Alice? / 1.Wonerland mix / 2.Gabbaland mix / 3. House club mix (1995, RPS 95042)
- Alice, who the X is Alice? (Radio “bleeb” version) / Alice, who the X is Alice? (Original XXXX version) (1995,	Epic/Habana 662088)
- Tarzan & Heidi / King Knut´s can can / Girls go banana´s / Carmen & Carmen (1995, RPC 95132)
- Life ? You never saw my wife / Who the X is Gompie ? / Samba bamba / Help me to help you (1995, RPC 95182)
- Oranje is Oranje blijft / Oranje is Oranje blijft (instrument.) (1996, Bunny Music ACCS 350503)
- PSV is electric ! / PSV is electric ! (instrument.) / De PSV samba bamba (1997, RPMS 97132)
- All I want for Christmas is a Spice Girl / Wico-Ole arriva (1997, RPC 7432162843)
- Hey baby, oe aa / Gompie´s can can (2000, RPC/DINO RPCS 20041)
- Mamma (Elisabeth) (promóciós kislemez B-oldal nélkül) (2007, Captain Rob PRCS 2007111)
- Pachelbel’s muziek (2007, Universal 01131)
- Het zit er niet in dat ik oud word / Het einde (2008,	Pink Records PRCS 200883)

## Díjak
- Edison-díj (1977)
- Arany hárfa (Gouden Harp, 1977)